# Wincent Weiss
Wincent Weiss (Bad Oldesloe, 21 januari 1993) is een Duits zanger.

## Biografie
Weiss nam in 2013 deel aan de talentenjacht Deutschland sucht den Superstar, de Duitse versie van Idols. Na een succesvolle auditie eindigde hij bij de 29 beste kandidaten, maar hij schopte het niet tot de liveshows.
In 2015 remixte het Duitse dj-duo Gestört aber GeiL Weiss' nummer Unter meiner Haut. Deze remix kwam op de zesde positie terecht in de Duitse hitlijsten. Datzelfde jaar bracht Weiss zijn eerste solosingle Regenbogen uit. De single deed niets in de hitlijsten. Een jaar later bracht de zanger het nummer Musik sein uit, wat, in tegenstelling tot de voorganger, wel een hit werd in het Duitse taalgebied. Opvolger Feuerwerk werd eveneens een hit. De singles Musik sein en Feuerwerk waren een voorproefje op Weiss' debuutalbum Irgendwas gegen die Stille, dat in april 2017 werd uitgebracht. Het album werd een commercieel succes en werd platina in Duitsland en Zwitserland.
Zijn tweede studioalbum Irgendwie anders kwam uit in maart 2019. Het album werd het jaar daarvoor al voorafgegaan met de singles An Wunder en Hier mit dir.